# جيمس هارجروف ميريديث
جيمس هارجروف ميريديث (بالإنجليزية: James Hargrove Meredith)‏ (و. 1914 – 1988 م) هو محام، وقاض من الولايات المتحدة الأمريكية .